# The Devil Beneath My Feet
«The Devil Beneath My Feet» es la séptima canción y cuarto sencillo del noveno álbum de estudio de la banda Marilyn Manson: The Pale Emperor.
El Sencillo fue publicado el 1 de octubre de 2015.
Ediciones del álbum vendido en las tiendas de Walmart en Estados Unidos, donde presentan una versión muy censurada del Sencillo.
Manson continuaría criticando la tienda y su política de venta de armas, clasificando a Walmart en una entrevista australiana como "la tienda en Estados Unidos que vende pistolas a los niños pero no vende letras R-rated". Manson pasó a bromear diciendo que podría "firmar en una tienda de Walmart donde yo solo firmó pistolas a los niños´´
- Datos: Q22682157